# Kirk Kerkorian
Kirk Kerkorian (né le 6 juin 1917 à Fresno et mort le 15 juin 2015 à Los Angeles) est un homme d'affaires américain d'origine arménienne, président du fonds d'investissement Tracinda.

## Biographie

### Jeunesse
Kerkor Kerkorian naît le 6 juin 1917 à Fresno en Californie dans une famille d'immigrés arméniens. Son père emprunte pour acheter une ferme, et devient marchand de fruits. Lorsqu'il perd ses terres, la famille s'installe à Los Angeles où elle peine à payer son loyer,. Kerkor Kerkorian abandonne ses études alors qu'il est encore au collège. Afin d'aider sa famille, il effectue de petits boulots. Boxeur amateur, il remporte 29 de ses 33 combats, avant d'abandonner le sport en 1939,. Kerkorian obtient une licence de pilote et devient instructeur de vol. Durant la Seconde Guerre mondiale, il est pilote de convoyage et traverse l'Atlantique aux commandes d'avions de Havilland Mosquito construits au Canada et destinés à la Royal Air Force,.

### Transport aérien
Après la guerre, Kirk Kerkorian rénove et revend d'anciens avions militaires de transport. Il achète une petite compagnie aérienne et transporte des célébrités d'Hollywood à Las Vegas,. En 1962, il revend Trans International Airlines (en) à Studebaker, tout en conservant le contrôle de la société, qu'il rachète en 1964. Il la cède finalement à Transamerica Corporation en 1968, une opération qui lui rapporte plus de 100 millions de dollars,. Il achète 30 % de la compagnie Western Airlines. Au début des années 1990, Kerkorian tente, sans succès, d'acquérir la compagnie TWA.

### Hôtellerie
En 1962, Kerkorian acquiert 32 ha de terrain donnant sur le Las Vegas Strip. Il loue des terres à l'hôtel-casino Caesars Palace, construit en 1966. Sa société International Leisure rachète l'hôtel Flamingo en 1967. L'homme d'affaires fait construire plusieurs hôtels à Las Vegas. Ils sont tour à tour considérés comme le plus grand hôtel du monde. En 1969, ouvre l'International Hotel (en), un établissement de 1 512 chambres. Il est suivi par le MGM Grand Hôtel et Casino en 1973, qui en compte 2 000, et par le MGM Grand en 1993. Au cours des années 1970, Kerkorian revend le Flamingo et l'International Hotel à Hilton Worldwide. En 1980, le MGM Grand Hôtel et Casino est ravagé par un incendie, qui fait plus de 80 victimes. L'hôtel est vendu à Bally Manufacturing en 1985,.
En 2000, Kerkorian acquiert la société Mirage Resorts de Steve Wynn et prend notamment le contrôle de l'hôtel The Mirage et du Bellagio Las Vegas,. Cinq ans plus tard, MGM Mirage, dont il est l'actionnaire majoritaire, acquiert Mandalay Resort Group pour 8 milliards de dollars,.

### Cinéma
Kerkorian achète 40 % du studio Metro-Goldwyn-Mayer en 1969. Dix ans plus tard, il lance une OPA et prend le contrôle de MGM. En 1981, il acquiert United Artists pour 380 millions de dollars et forme le groupe MGM/UA. Celui-ci est revendu à Ted Turner en 1986 pour 1,5 milliard de dollars. La situation financière de Turner l'oblige bientôt à céder le groupe, à l'exception de son catalogue. Kerkorian rachète MGM pour seulement 300 millions. En 1990, il cède le groupe à la holding de l'homme d'affaires italien Giancarlo Parretti, Pathé Communications Corporation (PCC), pour 1,3 milliard. Attaqué en justice par le Crédit lyonnais, Kerkorian négocie un accord hors-tribunal avec la banque en 1995. En 1997, alors que Parretti est en défaut de paiement, Kerkorian rachète MGM. Il acquiert Orion Pictures, The Samuel Goldwyn Company et Motion Picture Corporation of America (en). En 2004, l'homme d'affaires vend MGM à la firme japonaise Sony pour 5 milliards de dollars.
En 1978, Kerkorian acquiert 25 % du capital de Columbia Pictures. Le département de la Justice lance une procédure antitrust pour l'empêcher de prendre le contrôle d'un second studio. En 1981, l'homme d'affaires revend ses parts à Columbia,.

### Automobile
En 1990, Kerkorian devient actionnaire de Chrysler. En 1995, avec le soutien de Lee Iacocca, il lance une OPA hostile sur le groupe, qui échoue,. L'homme d'affaires entre au conseil d'administration et influe sur la stratégie de l'entreprise. Il revend ses parts en 1998 lorsque le constructeur américain fusionne avec Daimler-Benz. L'opération lui permet de tripler la valeur de son investissement initial.
En 2005, l'homme d'affaires achète 9,9 % de General Motors. Il tente de persuader la direction du groupe de se débarrasser de ses marques non rentables et de former une alliance avec Renault-Nissan. Devant leur refus, il revend ses parts dès l'année suivante,.

### Autres activités
En 1989, Kerkorian fonde The Lincy Foundation. Il met fin aux activités de l'organisme caritatif en 2011 après avoir effectué un don de 200 millions de dollars à l'université de Californie à Los Angeles (UCLA).

## Vie privée
Les deux premiers mariages de l'homme d'affaires se concluent par des divorces. En 1999, il se remarie avec l'ancienne joueuse professionnelle de tennis Lisa Bonder, mais leur union ne dure que 28 jours. En 2010, il accepte de payer une pension alimentaire pour leur fille, qui porte son nom bien qu'il ne soit pas son père biologique,.

## Fortune
En 2008, le magazine Forbes estime sa fortune à 16 milliards de dollars. Un mois avant sa mort, elle est estimée à 4,2 milliards.

## Récompenses et distinctions
Il a reçu le titre de Héros national de l'Arménie en 2004.